# 서울숭례초등학교
서울숭례초등학교는 대한민국 서울특별시 성북구에 있는 공립 초등학교이다.

## 학교 연혁
- 1945년 11월 1일: 서울 숭례초등학교 개교
- 1981년 10월 21일: 학급 급식실 개관
- 1993년 4월 19일: 학교 도서실 개관

## 참고 자료
- 서울숭례초등학교 - 한국교육학술정보원 학교알리미